# إيمي يانغ
إيمي يانغ (هانغل: 양희영) هي لاعبة غولف كورية جنوبية، ولدت في 28 يوليو 1989 في Ilsan ‏ في كوريا الجنوبية.

## وصلات خارجية
- إيمي يانغ على موقع رابطة لاعبات الغولف المحترفات (الإنجليزية)
- إيمي يانغ على موقع اللجنة الأولمبية الدولية (الإنجليزية)
- إيمي يانغ على موقع أوليمبيديا (الإنجليزية)